# Cave Kids
Cave Kids (cunoscută și sub denumirea de Cave Kids Adventures) este un serial de animație american și un spin-off al serialului Familia Flintstone produs de Hanna-Barbera. A fost difuzat în sindicalizare între 21 septembrie și 9 noiembrie 1996, cu redifuzări până în 1999.

## Prezentare generală
Serialul urmărește aventurile lui Pebbles Flintstone și Bamm-Bamm Rubble, două preșcolarii preistorici, cu Dino, dinozaurul familiei Flintstones ca dădacă. Spre deosebire de seria originală a anilor 1960 Flintstones și spin-off-urile cu copiii și părinții lor în aventuri de comedie, acest spectacol s-a concentrat mai mult pe educație.

## Voci
- Aria Noelle Curzon – Pebbles Flintstone (voce și cântece)
- Christine Cavanaugh – Bamm-Bamm Rubble (voce)
- E.G. Daily – Bamm-Bamm Rubble (cântece)
- Frank Welker – Dino

## Legături externe
- Cave Kids la Internet Movie Database
- Cave Kids la TV.com